# Mareil-en-Champagne
Pour les articles homonymes, voir Mareil.
Mareil-en-Champagne est une commune française, située dans le département de la Sarthe en région Pays de la Loire, peuplée de 346 habitants (les Mareillains).
La commune fait partie de la province historique du Maine, et se situe dans la Champagne mancelle.

## Géographie
Mareil-en-Champagne est une commune sarthoise située à 30 km à l'ouest du Mans et bordée par la Vègre.
| Joué-en-Charnie, Brûlon | Joué-en-Charnie         | Loué                                |
| Brûlon                  | Mareil-en-Champagne     | Loué, Saint-Christophe-en-Champagne |
| Saint-Ouen-en-Champagne | Saint-Ouen-en-Champagne | Saint-Christophe-en-Champagne       |

### Climat
Pour des articles plus généraux, voir Climat des Pays de la Loire et Climat de la Sarthe.
En 2010, le climat de la commune est de type climat océanique dégradé des plaines du Centre et du Nord, selon une étude du CNRS s'appuyant sur une série de données couvrant la période 1971-2000. En 2020, Météo-France publie une typologie des climats de la France métropolitaine dans laquelle la commune est exposée à un climat océanique et est dans la région climatique  Moyenne vallée de la Loire, caractérisée par une bonne insolation (1 850 h/an) et un été peu pluvieux. 
Pour la période 1971-2000, la température annuelle moyenne est de 11,2 °C, avec une amplitude thermique annuelle de 14,1 °C. Le cumul annuel moyen de précipitations est de 717 mm, avec 12,1 jours de précipitations en janvier et 6,8 jours en juillet. Pour la période 1991-2020, la température moyenne annuelle observée sur la station météorologique de Météo-France la plus proche, sur la commune de Rouessé-Vassé à 20 km à vol d'oiseau, est de 11,7 °C et le cumul annuel moyen de précipitations est de 806,9 mm,. Pour l'avenir, les paramètres climatiques de la commune estimés pour 2050 selon différents scénarios d'émission de gaz à effet de serre sont consultables sur un site dédié publié par Météo-France en novembre 2022.

## Urbanisme

### Typologie
Au 1er janvier 2024, Mareil-en-Champagne est catégorisée commune rurale à habitat dispersé, selon la nouvelle grille communale de densité à sept niveaux définie par l'Insee en 2022.
Elle appartient à l'unité urbaine de Loué, une agglomération intra-départementale regroupant deux  communes, dont elle est une commune de la banlieue,,. La commune est en outre hors attraction des villes,.

### Occupation des sols
L'occupation des sols de la commune, telle qu'elle ressort de la base de données européenne d’occupation biophysique des sols Corine Land Cover (CLC), est marquée par l'importance des territoires agricoles (94,8 % en 2018), une proportion identique à celle de 1990 (94,8 %). La répartition détaillée en 2018 est la suivante : 
prairies (57,5 %), terres arables (34,7 %), forêts (5,2 %), zones agricoles hétérogènes (2,6 %). L'évolution de l’occupation des sols de la commune et de ses infrastructures peut être observée sur les différentes représentations cartographiques du territoire : la carte de Cassini (XVIIIe siècle), la carte d'état-major (1820-1866) et les cartes ou photos aériennes de l'IGN pour la période actuelle (1950 à aujourd'hui).

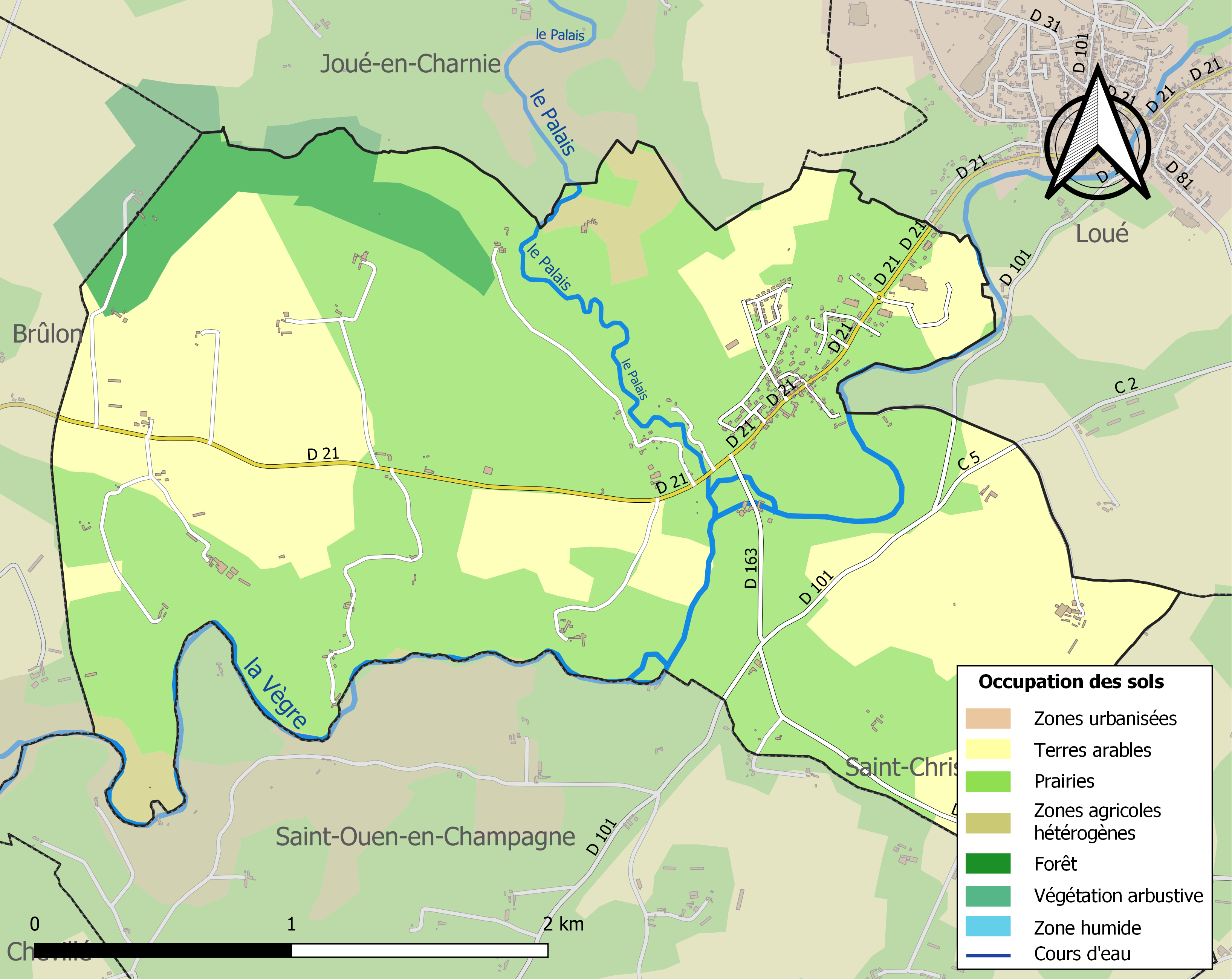
Carte des infrastructures et de l'occupation des sols de la commune en 2018 (CLC).

## Politique et administration
| Période                                  | Période  | Identité           | Étiquette | Qualité           |
| ---------------------------------------- | -------- | ------------------ | --------- | ----------------- |
| 1965                                     | mai 1989 | André Souchard     | SE        | agriculteur       |
| 1989                                     | mai 2020 | Jean-Claude Roguet | SE        | Agent de La Poste |
| mai 2020                                 | En cours | Christophe Busson  | SE        | Agriculteur       |
| Les données manquantes sont à compléter. |          |                    |           |                   |

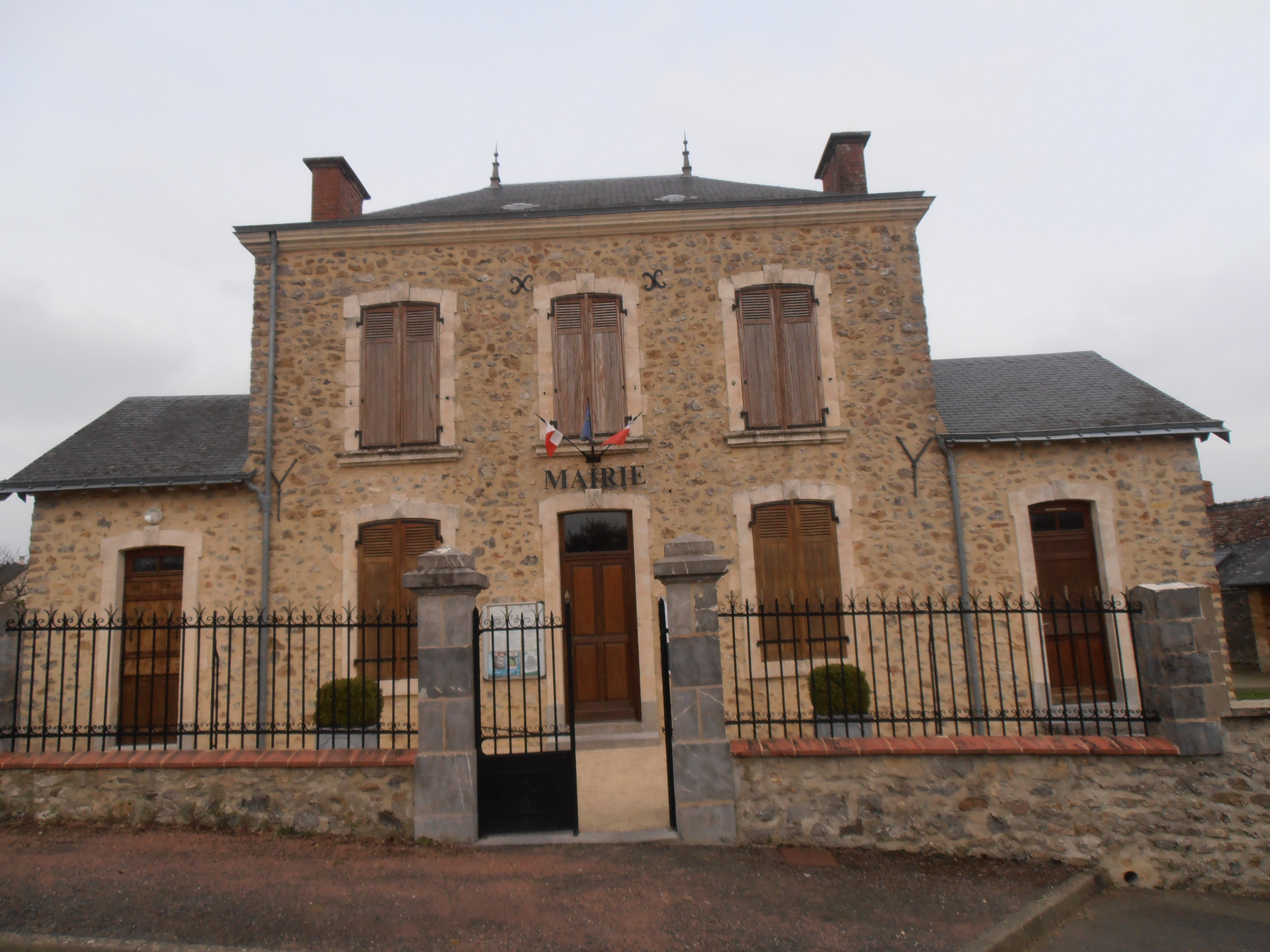
La mairie de Mareil.

Le conseil municipal est composé de onze membres.

## Démographie
L'évolution du nombre d'habitants est connue à travers les recensements de la population effectués dans la commune depuis 1793. Pour les communes de moins de 10 000 habitants, une enquête de recensement portant sur toute la population est réalisée tous les cinq ans, les populations de référence des années intermédiaires étant quant à elles estimées par interpolation ou extrapolation. Pour la commune, le premier recensement exhaustif entrant dans le cadre du nouveau dispositif a été réalisé en 2006.
En 2022, la commune comptait 346 habitants, en évolution de −9,19 % par rapport à 2016 (Sarthe : −0,25 %, France hors Mayotte : +2,11 %).
Mareil-en-Champagne a compté jusqu'à 531 habitants en 1846.
| 1793 | 1800 | 1806 | 1821 | 1831 | 1836 | 1841 | 1846 | 1851 |
| ---- | ---- | ---- | ---- | ---- | ---- | ---- | ---- | ---- |
| 434  | 445  | 450  | 515  | 504  | 513  | 515  | 531  | 524  |

| 1856 | 1861 | 1866 | 1872 | 1876 | 1881 | 1886 | 1891 | 1896 |
| ---- | ---- | ---- | ---- | ---- | ---- | ---- | ---- | ---- |
| 492  | 468  | 439  | 409  | 384  | 645  | 397  | 357  | 343  |

| 1901 | 1906 | 1911 | 1921 | 1926 | 1931 | 1936 | 1946 | 1954 |
| ---- | ---- | ---- | ---- | ---- | ---- | ---- | ---- | ---- |
| 307  | 304  | 267  | 266  | 271  | 253  | 245  | 237  | 215  |

| 1962 | 1968 | 1975 | 1982 | 1990 | 1999 | 2006 | 2011 | 2016 |
| ---- | ---- | ---- | ---- | ---- | ---- | ---- | ---- | ---- |
| 197  | 192  | 176  | 210  | 220  | 280  | 307  | 328  | 381  |

| 2021 | 2022 | - | - | - | - | - | - | - |
| ---- | ---- | - | - | - | - | - | - | - |
| 359  | 346  | - | - | - | - | - | - | - |

## Culture locale et patrimoine

### Lieux et monuments

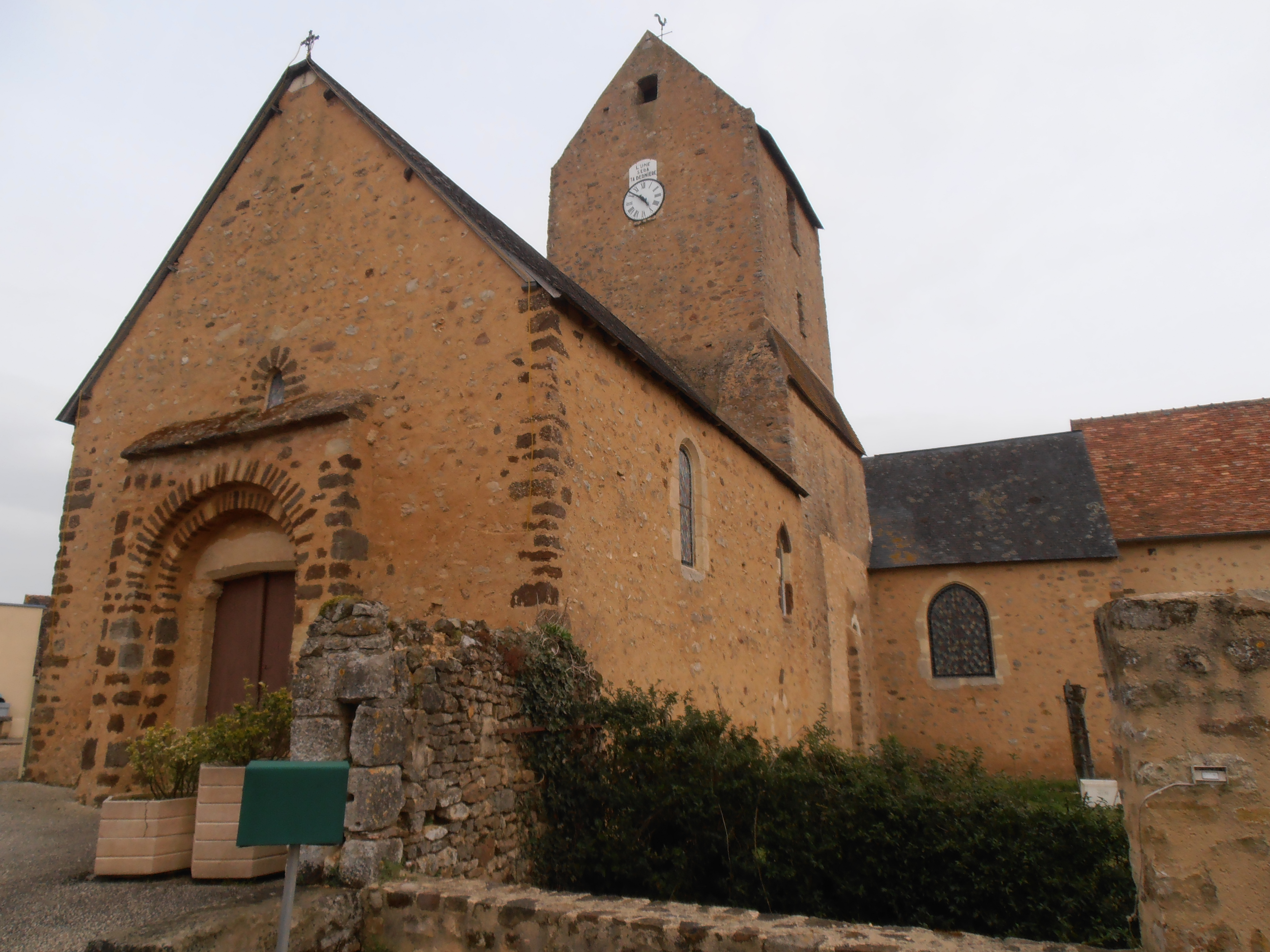
Vue d'ensemble de l'église Saint-Eutrope.

- Église Saint-Eutrope du XIe siècle, remaniée.
- Le cimetière, site classé[22].
- Vestiges du manoir de l'Isle, site inscrit[22].

### Personnalités liées à la commune
- Le baron Guillaume-Charles Rousseau (1772 à Mareil-1834), général  du Premier Empire, commandeur de la Légion d'honneur et chevalier de Saint-Louis.